# Монстры на каникулах 3: Море зовёт
«Мо́нстры на кани́кулах 3: Мо́ре зовёт» (англ. Hotel Transylvania 3: Summer Vacation (с англ. — «Отель Трансильвания 3: Летний отпуск»)) — американский комедийный компьютерный анимационный фильм режиссёра Геннди Тартаковски, произведённый компанией Sony Pictures Animation. Является продолжением мультфильма «Монстры на каникулах 2».
Авторы сценария — Майкл Маккаллерс и Геннди Тартаковски. Главных героев озвучили Адам Сэндлер, Селена Гомес, Энди Сэмберг, Кэтрин Хан, Джим Гэффиган, Кевин Джеймс и другие.
Премьера в США состоялась 13 июля 2018 года, а в России — 12 июля. Мультфильм собрал 359,5 млн рублей в первый уик-энд и стал лидером кинопроката в России и СНГ.

## Сюжет
В 1897 году Дракула, Фрэнк, Вольфыч, Муми и Гриффин, худо-бедно замаскированные под людей, едут на поезде в Будапешт. Однако им приходится бежать на крышу, когда их обнаруживает Абрахам Ван Хельсинг, представитель легендарного рода монстроборцев. Граф сбрасывает друзей с поезда ради их же безопасности, а сам противостоит заклятому врагу и одерживает очередную победу.
В настоящем, спустя несколько месяцев после событий предыдущего фильма, Дракула по-прежнему управляет отелем, в чём ему помогают дочь с зятем (Мэйвис и Джонни). Тем не менее, он начинает грустить из-за своего одиночества и предпринимает попытку знакомств через специальное приложение. Попытка оказывается неудачной из-за неожиданного появления Мэйвис. Мэйвис замечает, что граф ведёт себя странно, и, считая это следствием переутомления, заказывает масштабный круиз по океану. На следующий день всё семейство в полном составе, а также клиенты отеля прибывают на роскошный громадный лайнер «Наследие». Встретив молодую капитаншу по имени Эрика, Дракула влюбляется в неё вопреки тому, что когда-то у него уже был «дзынь» с Мартой.
После приветствия гостей Эрика пробирается в секретную каюту за потайным ходом, где встречает своего прадеда — самого Абрахама Ван Хельсинга, который «заменил свои отказавшие органы технологиями» и почти полностью превратился в киборга. Он рассказывает ей о давно придуманном плане: заманить всех монстров в затерянную Атлантиду и убить их с помощью специального Орудия Уничтожения, лежащего в руинах города. Также старик заставляет правнучку пообещать не убивать Дракулу в обход его самого. Несмотря на обещание, та неоднократно пытается это сделать, в том числе и во время подводной экскурсии.
Потерпев неудачу в четвёртый раз, она стонет от гнева и разочарования. Этот возглас слышат друзья Дракулы и, приняв его за знак любви, сообщают «радостную весть». Подслушав их разговор, Эрика сама приглашает вампира на свидание, надеясь на сей раз уже на успех. Но за обедом в баре, когда лайнер остановился близ Пустынного острова, пара узнаёт о прошлом друг друга. Дракула рассказывает Эрике об умершей жене и о том, как он любит свою дочь, и капитанша проникается к своему «кавалеру» искренней симпатией. Свидание прерывает Мэйвис, которая начинает что-то подозревать.
Корабль достигает Атлантиды, и счастливые монстры бегут пытать удачу в огромном казино. Дракула решает рассказать дочери правду о своей новой любви, но внезапно видит Эрику, идущую в подземный лабиринт, и следует за нею, не зная, что Мэйвис шпионит за ними обоими. Возле длинной лестницы капитанша, обнаружив нежданного спутника, на ходу выдаёт Орудие Уничтожения, которое ей необходимо забрать, за «фамильную реликвию» и, просчитав, что влюблённый обладатель бессмертия сможет спасти её от множества древних ловушек, установленных там, с его помощью добирается до постамента, откуда и достаёт артефакт. Когда оба возвращаются на берег небольшого озера, их находит Мэйвис и, думая, что Эрика хочет убить её отца (та помогала ему вынуть из головы застрявший топор), атакует её. Дракула признаётся, что это «дзынь». Узнав, что это такое, молодая женщина, находясь в полном замешательстве, отвергает его чувства и уходит, оставляя графа с разбитым сердцем.
В секретной каюте она вручает ликующему прадеду Орудие. Вскоре монстрам обещают дискотеку, на которой веселятся все, кроме Дракулы. Заметив это, Мэйвис, получившая мудрый совет от Джонни, советует отцу поговорить с возлюбленной. Как только тот соглашается, Ван Хельсинг сбрасывает диджея с ракушки на возвышении посреди площади и публично открывает своё инкогнито, принуждая правнучку сделать то же самое. Вынув из артефакта нотный лист, он играет на синтезаторе мелодию, которая зомбирует местного жителя, весёлого и дружелюбного Кракена, превратив его в машину для убийства. Кракен сдавливает графа в щупальцах. Эрика мчится на выручку недавнему врагу и спасает его, вырвав из плена. На краю пропасти она кричит Абрахаму, что тот ошибался насчёт монстров и что она успела полюбить Дракулу. Разозлённый старик велит Кракену атаковать их обоих.
Поняв, что нужно для нейтрализации этой агрессии, Джонни берёт свой портативный набор диджея и, взяв тестя в помощники, ставит различные песни. Между противниками происходит «битва диджеев»; в итоге побеждает Macarena, вернувшая осьминога в обычное состояние. Все танцуют под эту музыку, включая даже Ван Хельсинга, который поскальзывается и падает в пропасть. Дракула бросается следом и вытаскивает того наверх. Тронутый добротой и великодушием вампира, Абрахам извиняется перед монстрами и обещает выплатить им 37 % издержек, к всеобщему ликованию. Корабль покидает город.
Проходит несколько дней. После возвращения в родной отель Дракула выводит Эрику на крышу, стараясь сделать это незаметно, и делает ей предложение. Эрика от волнения не может ответить, но на крыше собираются все жители отеля, и молодая женщина соглашается стать женой графа.

## В ролях
| Персонаж                                  | Озвучивание (оригинал) |                    |
| ----------------------------------------- | ---------------------- | ------------------ |
| Дракула                                   | Адам Сэндлер           |                    |
| Мэйвис Дракула                            | Селена Гомес           |                    |
| Джонатан (Джонни) Лоран                   | Энди Сэмберг           |                    |
| Эрика Ван Хельсинг                        | Кэтрин Хан             |                    |
| Абрахам Ван Хельсинг                      | Джим Гэффиган          |                    |
| Франкенштейн                              | Кевин Джеймс           |                    |
| Гриффин (Человек-невидимка)               | Дэвид Спейд            |                    |
| Вольфыч                                   | Стив Бушеми            |                    |
| Мюррей (Мумия)                            | Киган-Майкл Кей        |                    |
| Юнис                                      | Фрэн Дрешер            |                    |
| Ванда                                     | Молли Шэннон           |                    |
| Деннис Дракула-Лоран                      | Эшер Блинкофф          |                    |
| Винни                                     | Сэди Сэндлер           |                    |
| Влад Дракула                              | Мел Брукс              |                    |
| Стэн                                      | Крис Парнелл           |                    |
| Пипи                                      | Джо Уайт               | Джо Уайт           |
| Кракен                                    | Джо Джонас             |                    |
| Гремлины/Гремлин-пилот/Гремлин-стюардесса | Аарон ЛаПланте         |                    |
| Кристал                                   | Крисси Тайген          | Крисси Тайген      |
| Хлюпик                                    | Геннди Тартаковски     | Геннди Тартаковски |
| Тиндер                                    | Тара Стронг            | Тара Стронг        |
| Чупакабра                                 | Хайме Камиль           |                    |

## Критика
Мультфильм получил средние оценки кинокритиков. По данным агрегатора Rotten Tomatoes у картины 60 % положительных рецензий на основе 111 отзывов. На Metacritic — 54 балла из 100 на основе 23 рецензий.

### Награды
| Список наград и номинаций | Список наград и номинаций | Список наград и номинаций | Список наград и номинаций          | Список наград и номинаций | Список наград и номинаций |
| Год                       | Награда                   | Категория                 | Номинант                           | Результат                 | Ссылки                    |
| ------------------------- | ------------------------- | ------------------------- | ---------------------------------- | ------------------------- | ------------------------- |
| 2018                      | People’s Choice Awards    | Любимый семейный фильм    | Монстры на каникулах 3: Море зовёт | Номинация                 | [ 10 ]                    |